# جورجه وویکو
جورجه وویکو (انگلیسی: Đorđe Vujkov؛ زادهٔ ۱۹ اوت ۱۹۵۵) بازیکن فوتبال اهل یوگسلاوی بود.
از باشگاه‌هایی که در آن بازی کرده‌است می‌توان به باشگاه فوتبال وویوودینا و باشگاه فوتبال لوکرن اوست والاندرن اشاره کرد.
وی همچنین در تیم‌های ملی فوتبال زیر ۲۱ سال یوگسلاوی، و یوگسلاوی بازی کرده‌است.